# Sąd Najwyższy (Filipiny)

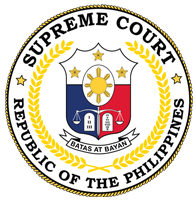
Herb Filipińskiego Sądu Najwyższego

Filipiński Sąd Najwyższy (fil. Kataas-taasang Hukuman ng Pilipinas) – najwyższy organ władzy sądowniczej na Filipinach, z siedzibą w Manili. Sąd składa się z 15 sędziów wybieranych przez prezydenta, zaś jego pracom przewodniczy prezes Sądu Najwyższego.